# Crozon-Halbinsel
Die Halbinsel Crozon (bretonisch Gourenez Kraozon, französisch Presqu’île de Crozon) befindet sich im äußersten Westen des Départements Finistère im Nordwesten der Bretagne, zwischen Brest und Quimper in Frankreich. Die komplette Halbinsel gehört zum Regionalen Naturpark Armorique (französisch Parc naturel régional d’Armorique), dem einzigen Naturpark in der Bretagne.

Lage

## Sehenswertes
Von Felsformationen umrahmte Sandstrände laden zum Baden ein, Heidefelder mit Ginster und Geißblatt zum Wandern entlang der Klippen. Vom Ménez-Hom (bret. Menez C’homm) aus, einem 330 m hohen Berg nahe Plomodiern an der Straße von Châteaulin nach Crozon, bietet sich ein Ausblick nach Westen über die Halbinsel Crozon auf das Mer d’Iroise, nach Norden über die Rade de Brest bis nach Brest und nach Südwesten über die Bucht von Douarnenez.
Die Küste ist buchtenreich und besitzt zahlreiche Steilküsten von oft mehr als 100 Metern Höhe. Neben der höchsten Steilküste am Cap de la Chèvre wechseln sich zahlreiche weitere Felsklippen mit langen Sandstränden ab. Die Pointe de Penhir in der Nähe von Camaret-sur-Mer oder die Pointe de Dinan westlich von Crozon bilden bizarre Felsbastionen aus Quarzit. Die Steilküsten weisen viele Grotten auf, so unter anderem die Grotten von Morgat.
Im Norden spielte die Halbinsel von Roscanvel aufgrund ihrer strategischen Lage an der engsten Stelle des Goulet de Brest, dem Eingang zur Rade de Brest, schon seit dem ausgehenden Mittelalter eine wichtige militärische Rolle. Die Küste der Roscanvel-Halbinsel ist demnach, ausgehend von der Pointe des Espagnols, mit einer Vielzahl von Überresten von Geschützstellungen und Forts gesäumt. Auch heute ist das Militär einer der wichtigsten Arbeitgeber der Halbinsel: die U-Boot-Basis der Île Longue ist der Standort der französischen Atom-U-Boote.

## Historisches
Die Halbinsel war einer der Orte, an denen vorgeschichtliche Menschen ihre Heiligtümer errichteten (Dolmen von Rostudel, Dolmen von Pen-ar-Run, Menhir la Républicaine, Steinreihen von Lagatjar). Sie sind dank der Beschreibungen von Christophe Paulin de la Poix de Fréminville, Chevalier de Fréminville (1787–1848) und Jean-Marie Bachelot de La Pylaie (1786–1856) bekannt, und bildeten noch um 1830 grandiose Anlagen. Um 1910 konnte der mit ihrer Rettung beauftragte Lieutenant A. Devoir nur noch die Reste sichern. Die Anlagen von Landouadec und Leure im Norden der Halbinsel zählten über 300 Menhire, von denen man heute nur noch verstreute Überreste findet. Manche Alignements waren durch Steinkreise ergänzt (Landouadec). Ein interessanter Ort ist das eisenzeitliche Vorgebirgsfort an der Pointe de Lostmarc’h, eine Schanze, die durch einen doppelten Graben zum Land hin abgeriegelt ist. Das rechteckige Steingehege von Ty-ar-C’huré bei Morgat ist wohl bronzezeitlich.

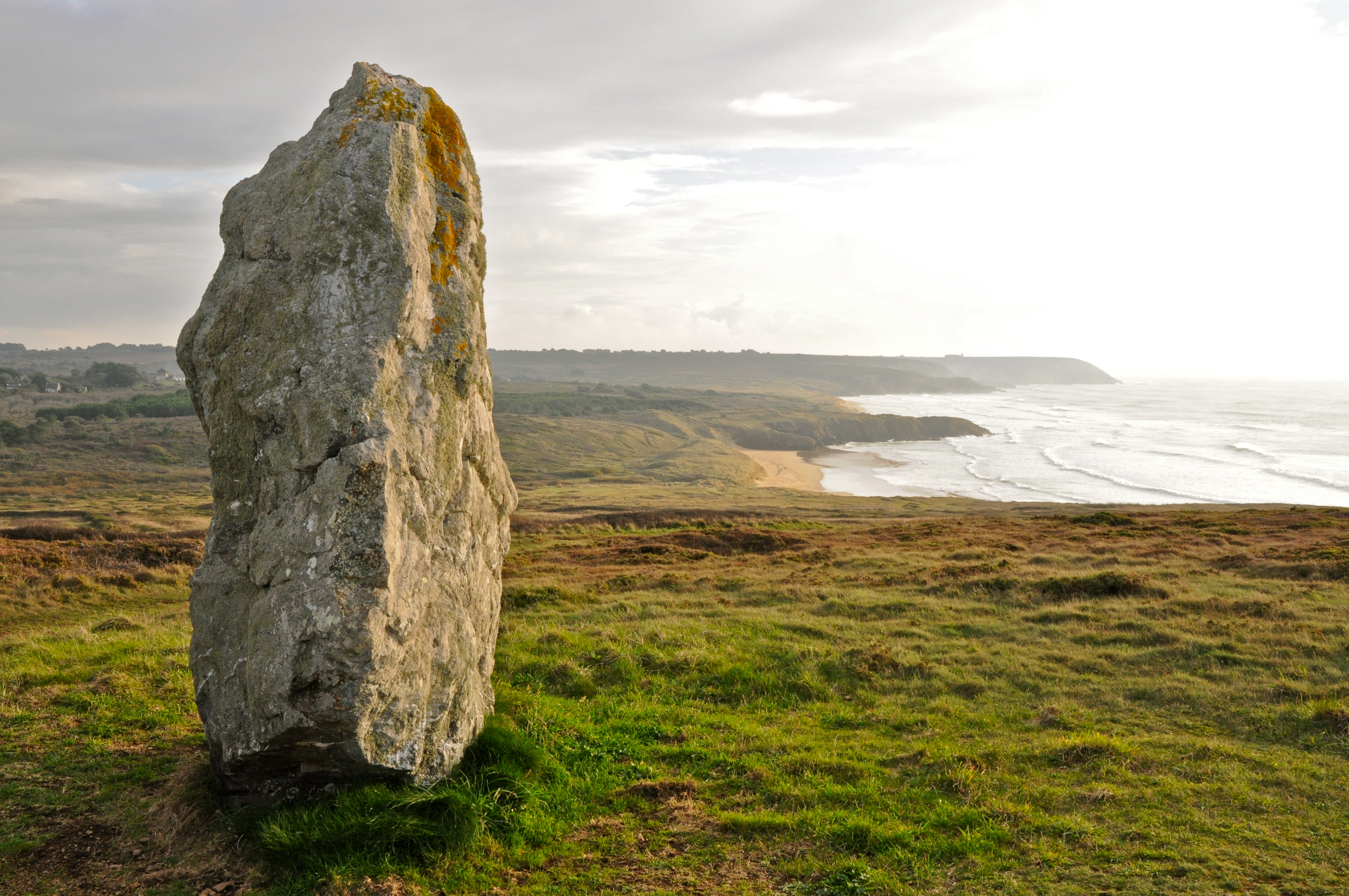
Der große Menhir an der Pointe de Lostmarc’h
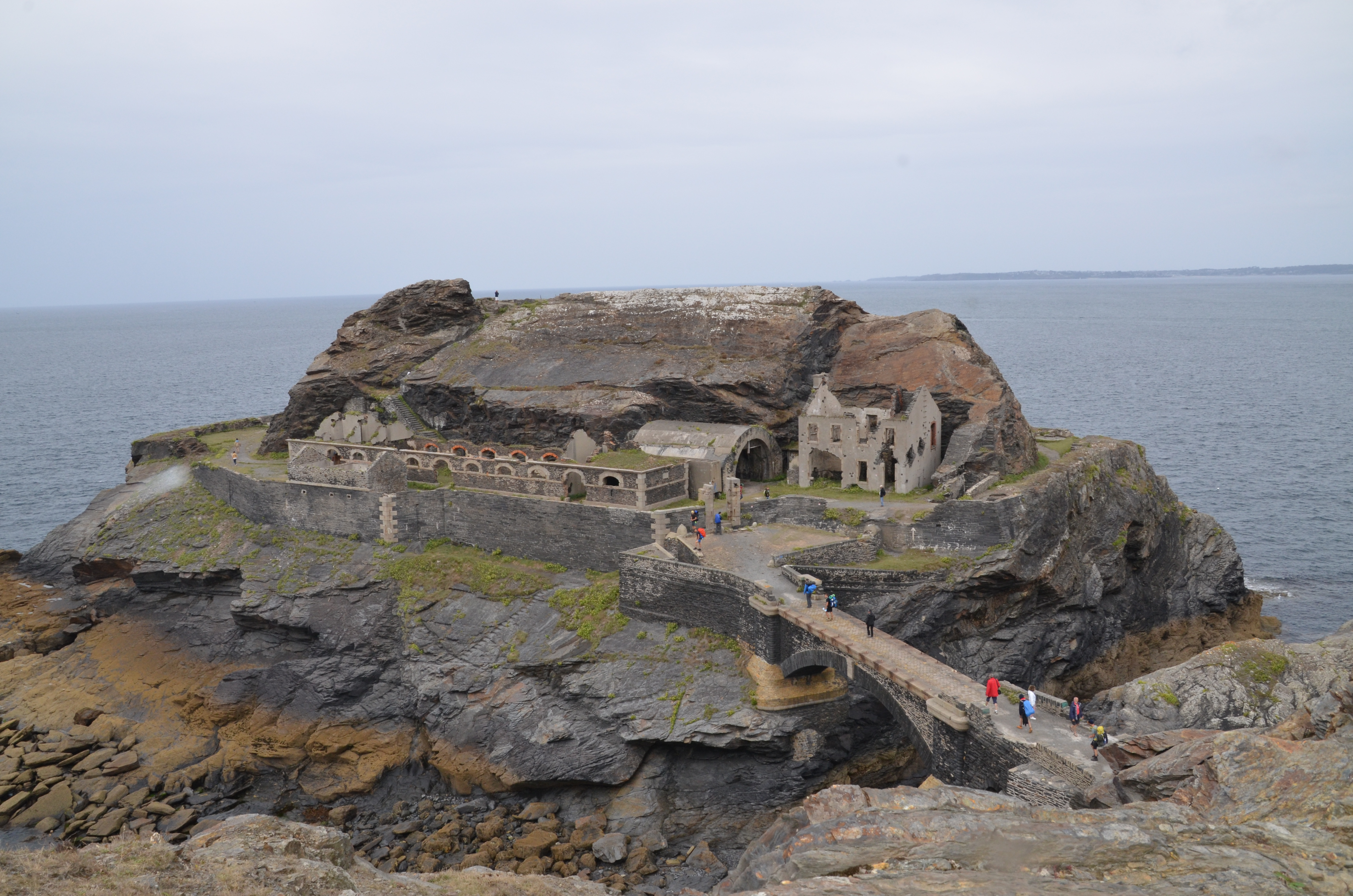
Das Fort des Capucins auf der Îlot des Capucins in Roscanvel

## Siehe auch

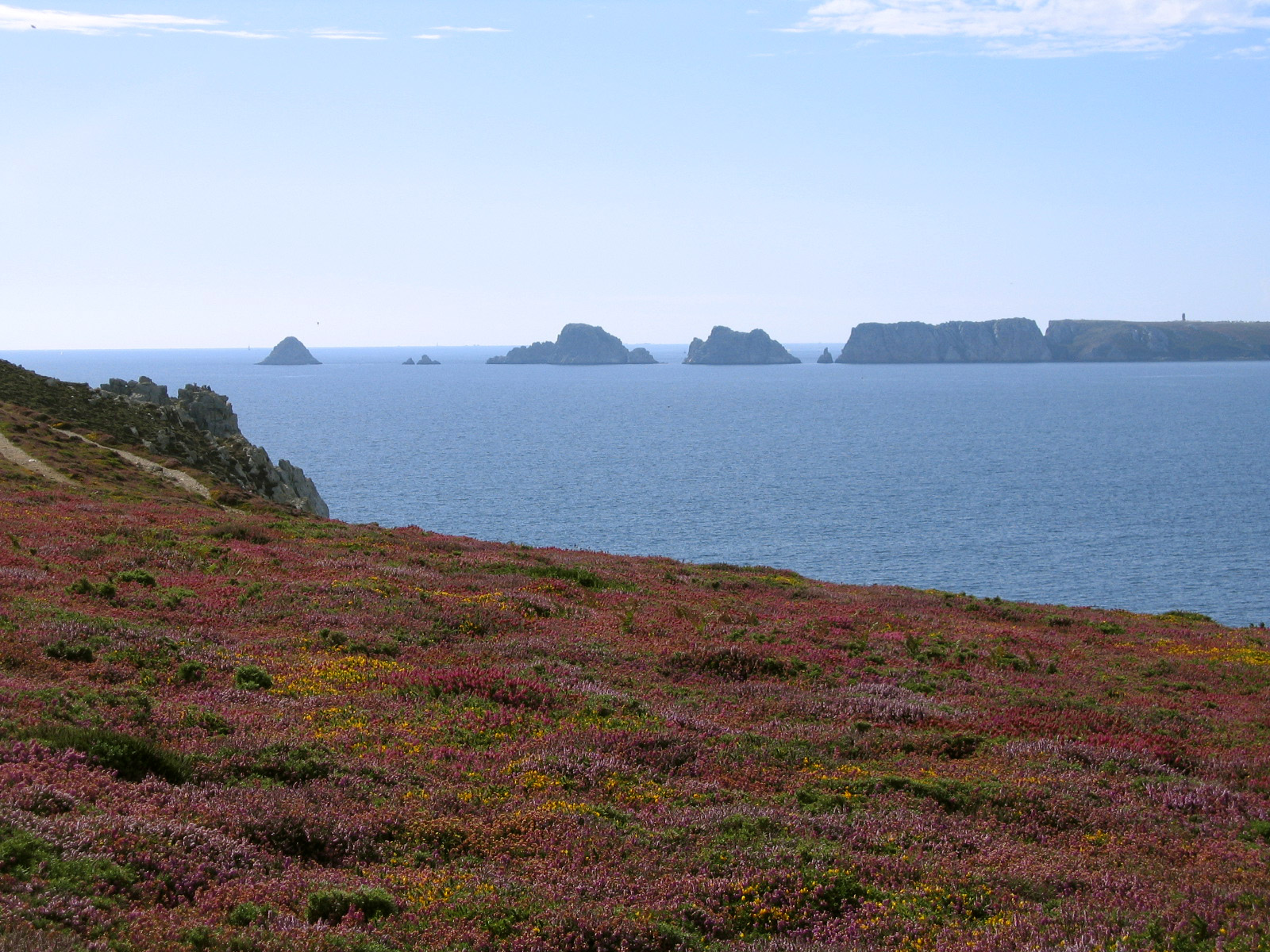
Pointe de Penhir und die Tas de Pois von der Pointe de Dinan aus gesehen.